# Ordre du Faucon
Cet article concerne l'ordre honorifique islandais. Pour l'ordre militaire allemand, voir Ordre du Faucon blanc.
Pour les articles homonymes, voir Faucon (homonymie).
L’ordre du Faucon (Hin íslenska fálkaorða) est un ordre honorifique islandais, établi le 3 juillet 1921 par le roi Christian X de Danemark et d'Islande.

## Histoire
Christian X, le roi du Danemark, a régné sur l'Islande jusqu'au 17 juin 1944. Lors de sa visite royale en Islande en 1921, le roi Christian X a émis le décret royal fondant l'ordre islandais du Faucon. Lorsque l'Islande est devenue une république, de nouveaux statuts ont été incorporés pour l'Ordre le 11 juillet 1944. La république d'Islande a remplacé le roi par un président élu de l'Islande qui est le grand maître désigné de cet Ordre. L'Ordre peut être décerné à des Islandais et à des citoyens d'autres pays pour des réalisations en Islande ou à l'étranger. Un conseil de cinq membres fait des recommandations au grand maître, qui décerne ensuite la distinction. Toutefois, le grand maître peut décerner l'Ordre sans recommandation du Conseil de l'Ordre. Le grand maître et le président du Conseil de l'Ordre signent ensuite les lettres patentes, qui sont remises aux personnes qui reçoivent les récompenses.

### Grades
Le président d'Islande est le grand maître de l’ordre. Il désigne les titulaires de l’ordre, sur les recommandations d'un conseil de 5 personnes. Il peut également décider seul de récompenser quelqu’un.
- Croix de chevalier (Riddarakross)
- Croix de grand chevalier (Stórriddarakross)
- Croix de grand chevalier avec étoile (Stórriddarakross með stjörnu)
- Grand-croix (Stórkross)
- Grand-croix avec collier (Keðja ásamt stórkrossstjörnu)

Le grade de grand-croix avec collier, n'est décerné uniquement aux chefs d'État).

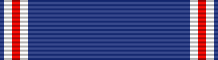
Croix de chevalier
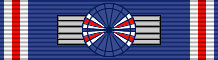
Croix de grand chevalier
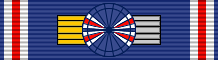
Croix de grand chevalier avec étoile
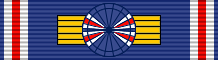
Grand-croix